# Fasciolopsoza
Fasciolopsoza (fasciolopsidosis) – choroba pasożytnicza wywoływana przez przywry Fasciolopsis buski.

## Objawy i przebieg
Większość zarażeń przebiega łagodnie i bez objawów klinicznych. Intensywna infestacja Fasciolopsis buski prowadzi do owrzodzenia błony śluzowej jelita cienkiego, zaburzeń wchłaniania, biegunek, toksemii i odczynów alergicznych. Fasciolopsoza może prowadzić do śmierci człowieka w objawach wyniszczenia i hipoproteinemii, przebiegającej z nasilonymi i uogólnionymi obrzękami (anasarca) oraz wodobrzuszem.

## Rozpoznanie

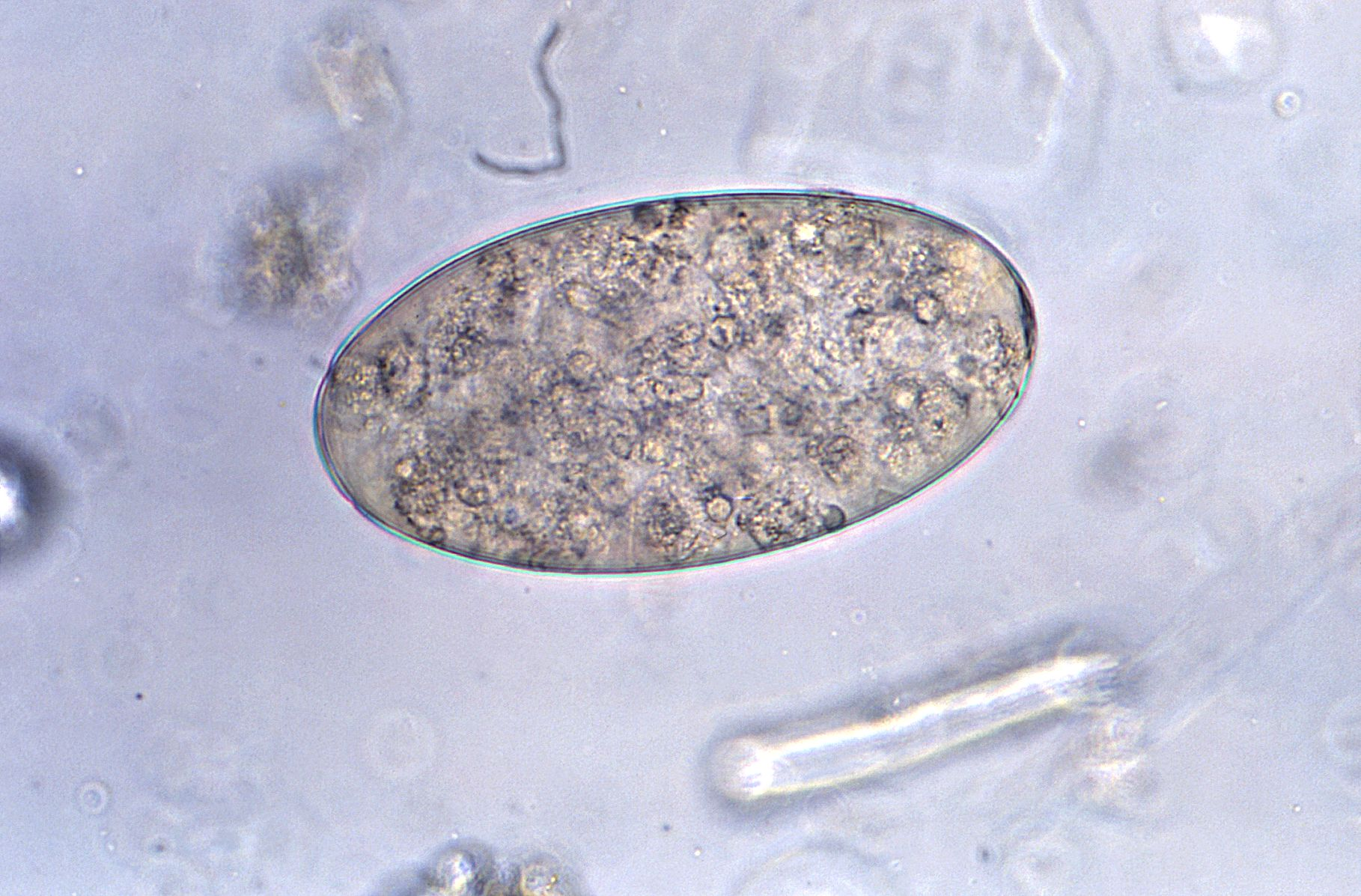
Jajo Fasciolopis buski

Rozpoznanie choroby stawiane jest na podstawie stwierdzenia jaj pasożyta (rzadziej dorosłych osobników) w kale (badanie koproskopowe) lub wymiocinach chorych. Jaja są elipsoidalne, z cienką błoną i zazwyczaj słabo zaznaczonym wieczkiem (operculum). Wielkość jaj waha się w granicach 130-159 na 78-98 µm. Nie jest możliwe rozróżnienie jaj Fasciolopis buski od motylicy wątrobowej.

## Epidemiologia
Szacuje się, że na całym świecie zarażonych tą przywrą może być 10 milionów ludzi. Stwierdzono obszary, w których częstość infestacji Fasciolopis buski jest bardzo wysoka i wynosi 7,1% miejscowej ludności.

## Leczenie
Lekiem z wyboru jest prazykwantel. Zalecana dawkowanie to 25 mg/kg masy ciała p.o. 3 x dziennie przez 1 dzień.